# Demetrio II Nicatore
Demetrio II Nicatore (greco: Demetrios Nicator, "il Vincitore"; 160 a.C. circa – Tiro, 125 a.C.) è stato sovrano dell'Impero seleucide tra il 145 e il 138 a.C. e poi ancora dal 129 a.C. alla sua morte.

## Biografia

### Ascesa al trono
Demetrio era il secondo figlio di Demetrio I Sotere. Ancora molto giovane fuggì a Creta, dopo che Alessandro I Bala aveva usurpato il trono alla morte di suo padre, di sua madre e del suo fratello maggiore. Intorno al 147 a.C. ritornò in Siria alla testa di un esercito di mercenari greci per riconquistare il proprio trono, iniziando una guerra contro Alessandro, con l'aiuto del sovrano d'Egitto Tolomeo VI; in segno di alleanza tra i due, Tolomeo fece divorziare la propria figlia Cleopatra Tea da Alessandro e la fece sposare a Demetrio.
Demetrio non fu un sovrano popolare, in quanto i siriani non avevano rispetto per un ragazzo salito al trono con l'aiuto degli Egiziani e dei mercenari cretesi: gli abitanti di Antiochia di Siria offrirono il trono a Tolomeo VI, che già aveva conquistato per sé gran parte della Siria meridionale. Tolomeo, però, insistette che il trono fosse dato a Demetrio, principalmente perché sapeva che i Romani non avrebbero tollerato la creazione di uno stato ellenistico unificato. Alessandro cercò un ultimo disperato tentativo di mantenere il proprio trono, ma, sconfitto nella battaglia di Antiochia (145 a.C.), fuggì presso i Nabatei, i quali, volendo rimanere in buoni rapporti con l'Egitto, gli tagliarono la testa inviandola a Tolomeo; il faraone, però, era stato mortalmente ferito e le truppe egiziane tornarono a casa senza comandante e disilluse: con Tolomeo e Bala morti, Demetrio rimase l'unico sovrano dell'Impero seleucide.
Il dominio di Demetrio non era ancora consolidato, e venne duramente messo alla prova dalla rivolta degli antiochieni, causata dal saccheggio operato dai soldati cretesi: solo dopo un terribile massacro venne restaurato l'ordine. Poco dopo il generale Diodoto conquistò Antiochia, dove fece proclamare sovrano seleucide il proprio protetto, Antioco VI Dioniso, il figlio infante di Alessandro Bala. Demetrio non riuscì a riconquistare la propria capitale, e decise quindi di stabilirsi a Seleucia. Pochi anni dopo Diodoto fece deporre Antioco e si fece proclamare sovrano col nome di Trifone, ma la divisione del regno tra il legittimo erede seleucide e l'usurpatore ad Antiochia rimase.

### Sconfitta e prigionia
Nel 139 a.C. Demetrio fu obbligato a intervenire contro i Parti, che erano molto attivi sulla frontiera orientale: le sue operazioni contro Mitridate I, re di Partia, furono inizialmente vittoriose, ma incorse poi in una sconfitta tra le montagne dell'Iran e fu catturato l'anno successivo. La provincia imperiale di Babilonia passò ai Parti, ma la Siria rimase sotto il controllo della dinastia seleucide grazie ad Antioco VII Evergete Sidete, il fratello più giovane di Demetrio, che consolidò il proprio potere sposando Cleopatra Tea.
Mitridate tenne in vita Demetrio, facendogli persino sposare una principessa parta di nome Rhodogune, da cui ebbe dei figli; malgrado ciò, Demetrio cercò per due volte di fuggire dal suo esilio sulle coste del mar Caspio. La prima volta fu con l'aiuto del suo amico Callimandro, che era giunto in Partia viaggiando in incognito da Babilonia; quando i due amici vennero catturati, Mitridate non punì Callimandro, ma invece lo premiò per la sua lealtà a Demetrio. Al suo secondo tentativo, Demetrio venne catturato mentre cercava la fuga, e Mitridate lo umiliò donandogli una manciata di dadi d'oro, a significare che Demetrio era un bambino smanioso che aveva bisogno di giocattoli.
La ragione del trattamento cortese di Demetrio era però puramente politica: nel 130 a.C. Antioco Sidete si sentì abbastanza sicuro per lanciare un'offensiva contro la Partia, ottenendo ottimi successi iniziali, e il sovrano parto, Fraate II, rilasciò Demetrio, contando che i due fratelli si annientassero in una guerra civile. Invece Antioco morì in battaglia prima ancora di incontrare Demetrio, che riuscì a sfuggire agli emissari di Fraate inviati per ricatturarlo e raggiunse la Siria, dove riottenne il proprio trono e la propria regina.

### Secondo regno
L'Impero seleucide era ormai lontano dai propri momenti di gloria, e Demetrio ebbe difficoltà persino a governare sulla Siria, in quanto era un sovrano detestato sia per il ricordo delle sue crudeltà e dei suoi vizi, sia per l'umiliante sconfitta ottenuta. La regina egiziana Cleopatra II gli arruolò un esercito, nella speranza che Demetrio potesse aiutarla nella guerra civile che la opponeva al fratello, il faraone Tolomeo VIII, ma l'esercito abbandonò presto il sovrano seleucide e Tolomeo, irritato, gli oppose un usurpatore, Alessandro II Zabina.
Nel 128 a.C. inizio quindi un'ennesima guerra civile all'interno dell'impero seleucide e nel 125 a.C. Demetrio venne sconfitto in battaglia nei pressi di Damasco e ucciso su una nave nei pressi di Tiro, dopo che sua moglie Cleopatra Tea lo aveva abbandonato. Fu lei a succedergli al trono.
Demetrio fu un sovrano incapace di gestire le minacce che avrebbero fatto a pezzi il suo impero, ma la sua reputazione di sovrano crudele fu probabilmente immotivata. Aveva solo circa quattordici anni quando salì al trono e il vero potere non era nelle sue mani.

## Ascendenza
|                         |                             |                                  | Genitori                                     |  |  | Nonni |  |  | Bisnonni       |  |  | Trisnonni      |  |
|                         |                             |                                  |                                              |  |  |       |  |  | 8. Antioco III |  |  | 16. Seleuco II |  |
|                         |                             |                                  |                                              |  |  |       |  |  | 8. Antioco III |  |  | 16. Seleuco II |  |
|                         |                             | 17. Laodice II                   |                                              |  |  |       |  |  | 8. Antioco III |  |  |                |  |
| 4. Seleuco IV           |                             |                                  |                                              |  |  |       |  |  | 8. Antioco III |  |  |                |  |
|                         |                             | 9. Laodice III                   | 18. Mitridate II del Ponto                   |  |  |       |  |  |                |  |  |                |  |
|                         |                             | 9. Laodice III                   | 18. Mitridate II del Ponto                   |  |  |       |  |  |                |  |  |                |  |
|                         |                             | 9. Laodice III                   | 19. Laodice                                  |  |  |       |  |  |                |  |  |                |  |
| 2. Demetrio I Sotere    |                             | 9. Laodice III                   |                                              |  |  |       |  |  |                |  |  |                |  |
|                         |                             | 10. Antioco III (= 8.)           | 20. Seleuco II (= 16.)                       |  |  |       |  |  |                |  |  |                |  |
|                         |                             | 10. Antioco III (= 8.)           | 20. Seleuco II (= 16.)                       |  |  |       |  |  |                |  |  |                |  |
|                         |                             | 10. Antioco III (= 8.)           | 21. Laodice II (= 17.)                       |  |  |       |  |  |                |  |  |                |  |
| 5. Laodice IV           |                             | 10. Antioco III (= 8.)           |                                              |  |  |       |  |  |                |  |  |                |  |
|                         |                             | 11. Laodice III (= 9.)           | 22. Mitridate II del Ponto (= 18.)           |  |  |       |  |  |                |  |  |                |  |
|                         |                             | 11. Laodice III (= 9.)           | 22. Mitridate II del Ponto (= 18.)           |  |  |       |  |  |                |  |  |                |  |
|                         |                             | 11. Laodice III (= 9.)           | 23. Laodice (= 19.)                          |  |  |       |  |  |                |  |  |                |  |
| 1. Demetrio II Nicatore |                             | 11. Laodice III (= 9.)           |                                              |  |  |       |  |  |                |  |  |                |  |
|                         | 12. Antioco III (= 8., 10.) | 24. Seleuco II (= 16., 20.)      |                                              |  |  |       |  |  |                |  |  |                |  |
|                         | 12. Antioco III (= 8., 10.) | 24. Seleuco II (= 16., 20.)      |                                              |  |  |       |  |  |                |  |  |                |  |
|                         | 12. Antioco III (= 8., 10.) | 25. Laodice II (= 17., 21.)      |                                              |  |  |       |  |  |                |  |  |                |  |
| 6. Seleuco IV (= 4.)    | 12. Antioco III (= 8., 10.) |                                  |                                              |  |  |       |  |  |                |  |  |                |  |
|                         |                             | 13. Laodice III (= 9., 11.)      | 26. Mitridate II del Ponto (= 18., 22.)      |  |  |       |  |  |                |  |  |                |  |
|                         |                             | 13. Laodice III (= 9., 11.)      | 26. Mitridate II del Ponto (= 18., 22.)      |  |  |       |  |  |                |  |  |                |  |
|                         |                             | 13. Laodice III (= 9., 11.)      | 27. Laodice (= 19., 23.)                     |  |  |       |  |  |                |  |  |                |  |
| 3. Laodice V            |                             | 13. Laodice III (= 9., 11.)      |                                              |  |  |       |  |  |                |  |  |                |  |
|                         |                             | 14. Antioco III (= 8., 10., 12.) | 28. Seleuco II (= 16., 20., 24.)             |  |  |       |  |  |                |  |  |                |  |
|                         |                             | 14. Antioco III (= 8., 10., 12.) | 28. Seleuco II (= 16., 20., 24.)             |  |  |       |  |  |                |  |  |                |  |
|                         |                             | 14. Antioco III (= 8., 10., 12.) | 29. Laodice II (= 17., 21. 25.)              |  |  |       |  |  |                |  |  |                |  |
| 7. Laodice IV (= 5.)    |                             | 14. Antioco III (= 8., 10., 12.) |                                              |  |  |       |  |  |                |  |  |                |  |
|                         |                             | 15. Laodice III (= 9., 11., 13.) | 30. Mitridate II del Ponto (= 18., 22., 26.) |  |  |       |  |  |                |  |  |                |  |
|                         |                             | 15. Laodice III (= 9., 11., 13.) | 30. Mitridate II del Ponto (= 18., 22., 26.) |  |  |       |  |  |                |  |  |                |  |
|                         |                             | 15. Laodice III (= 9., 11., 13.) | 31. Laodice (= 19., 23., 27.)                |  |  |       |  |  |                |  |  |                |  |
|                         |                             | 15. Laodice III (= 9., 11., 13.) |                                              |  |  |       |  |  |                |  |  |                |  |